# Jean Monnet

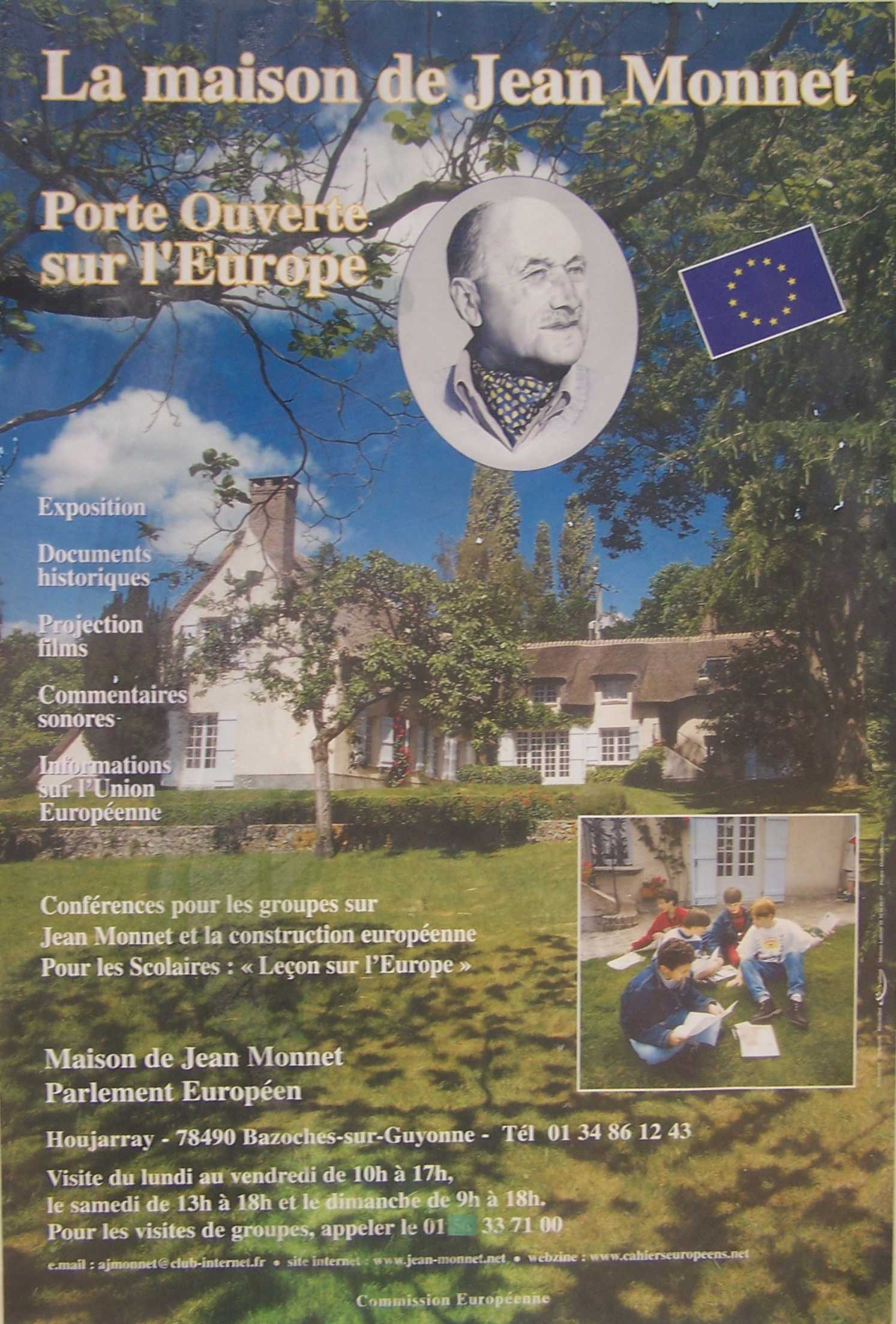
Casa lui Jean Monnet la Bazoches-sur-Guyonne, Yvelines, Franța

Jean Omer Marie Gabriel Monnet (n. 9 noiembrie 1888, Cognac, Poitou-Charentes, Franța – d. 16 martie 1979, Bazoches-sur-Guyonne⁠(d), Île-de-France, Franța) este considerat arhitectul Unității Europene.

## Biografie

### Data și locul nașterii
Jean Monnet s-a născut la data de 9 noiembrie 1888 în Cognac, Franța, într-o familie de comercianți de coniac. La vârsta de șaisprezece ani, după trecerea numai primei părți a  universității, a abandonat educația și s-a mutat la Londra. Acolo, a petrecut doi ani învățând arta afacerilor și prima limbă a comerțului, engleza. În 1906, tatăl său l-a trimis în străinătate să lucreze pentru afacerile familiei.

### Sfatul părintesc
„Nu-ți procura cărți, l-a sfătuit tatăl lui. Nimeni nu poate să gândească pentru tine. Uită-te pe fereastră, vorbește cu oamenii...” Pe urmă, Monnet a făcut multe călătorii de afaceri în întreaga lume, lucrând în Scandinavia, Rusia, Egipt, Canada și Statele Unite.
"Nu sunt optimist; sunt determinat", a mărturisit el.

## Cariera politică

### Primul Război Mondial
În 1914, deși nu a participat la război din motive de sănătate, s-a făcut folositor în alte feluri și anume atacând problema ivită în organizarea proviziilor, pe care Aliații nu au reușit să o rezolve și care putea să compromită rezultatele conflictului. 
Mulțumită succesului eforturilor sale în război, Monnet, la vârsta de 31 ani, a fost numit deputat secretar general al Ligii Națiunilor.

### Al Doilea Război Mondial
În decembrie 1939, Monnet a fost trimis în Londra să supravegheze colectivizarea capacităților de producție ale celor două țări. Când a picat Guvernul Franței în iunie 1940, Monnet i-a influențat pe de Gaulle și Churchill să accepte un plan pentru o uniune a Franței cu Marea Britanie pentru a da posibilitatea celor două țări să țină piept nazismului.
În august 1940, Jean Monnet a fost trimis în Statele Unite de către guvernul britanic, în calitate de membru al Consiliului Britanic de Provizii, pentru a negocia cumpărarea de provizii pentru război. Curând după sosirea sa în Washington, a devenit consilier al președintelui Roosevelt. Convins că America ar putea servi ca „mare arsenal de democrație”, l-a sfătuit pe președinte să lanseze un program de producție masivă de arme pentru a-i aproviziona pe Aliați cu armament. După război, economistul britanic John Maynard Keynes a spus că, prin implicarea sa, Monnet a scurtat probabil cel de-al Doilea Război Mondial cu un an.
În timpul unei reuniuni a Comitetului Național de Eliberare, la 5 august 1943, Monnet a declarat comitetului:
„Nu va fi pace în Europa dacă statele sunt reconstituite pe baza suveranității naționale…Țările Europei sunt prea mici să garanteze populației necesarul de prosperitate și dezvoltare socială. Țările europene trebuie să se constituie într-o federație.”

### Planul lui Monnet
După cel de-al Doilea Război Mondial, Franța se afla într-o gravă nevoie de reconstrucție. Pentru reconstrucție, Franța era complet dependentă de cărbunele din zonele principale de mine rămase din Germania.
În 1945, Monnet a propus un plan care îi poartă numele, de a prelua controlul asupra acestor zone din Germania și de a redirecționa producția de cărbune departe de industria germană și către industria franceză, astfel slăbind economia germană și propulsând economia franceză deasupra nivelului dinainte de război.
Jean Monnet a propus un „plan global de modernizare si dezvoltare economică” guvernului francez.
În 1949, Monnet și-a dat seama că divergența dintre Franța și Germania pentru controlul regiunii de cărbune atingea cote alarmante, presimțind o posibilă reîntoarcere la ostilități, așa cum s-a întâmplat după primul Război Mondial. Monnet și asociații săi au conceput ideea de Comunitate Europeană.
Jean Monnet a ajuns la concluzia că era iluzoriu sa încerce crearea dintr-o dată a unui edificiu instituțional complet supranațional fără a întâmpina o rezistență puternică din partea statelor recent ieșite din război. În opinia sa, pentru a reuși, trebuia ca obiectivele propuse în cadrul cooperării între statele europene sa fie limitate la domenii precise, dar cu puternic impact psihologic si să instituie un mecanism de decizie care să primească, apoi, în mod gradual noi competențe. Motivația acestei initiative a fost următoarea: era puțin probabil să i se impună Germaniei un control unilateral asupra industriei sale grele, însă, pe de altă parte, a o lăsa complet independentă era considerată o amenințare potențială la adresa păcii; astfel, singura soluție era aceea a integrării Germaniei (din punct de vedere politic și economic) într-o comunitate europeană puternic structurată.
Practic, proiectul a fost rodul unui complot. Jean Monnet și colaboratorii săi au redactat în ultimele zile ale lui aprilie 1950 o notă de câteva pagini ce continea expunerea de motive și dispozitivul unei propuneri care avea să bulverseze toate schemele diplomației clasice. Departe de a recurge la tradiționalele consultări cu serviciile ministeriale competente, Jean Monnet și-a înconjurat proiectul de cea mai mare discreție pentru a evita posibilele obiecții sau contrapropuneri care ar fi modificat esența ideii sale.
Învăluit în cel mai mare secret, pentru a nu-l lipsi de avantajul surprizei, proiectul este finalizat în a 9-a sa variantă pe 6 mai 1950. Ideea lui Jean Monnet este acceptată fără rezerve de Robert Schuman și, în timp ce acesta din urmă prezenta planul în dimineața zilei de 9 mai colegilor săi de guvern, un emisar secret îl înmâna personal cancelarului german Konrad Adenauer, a cărui reacție a fost, de asemenea, entuziastă. Astfel, la ora 4.00, în după-amiaza aceleiași zile, proiectul este făcut public sub numele de Declarația sau Planul Schuman.
Propunerea concretă viza plasarea producției franco-germane de cărbune si oțel sub responsabilitatea unei autorități supreme comune, independente, în cadrul unei organizații deschise participării si altor state europene. 
Analizând Planul, observăm că el a abordat într-o manieră nouă, de un pragmatism prudent, problema construcției europene și a impus principiul supranaționalismului. Metoda propusă, și anume calea comunitară de integrare, acorda prioritate integrării sectoriale și celei economice, în detrimentul celei globale și, respectiv, politice. A fost, deci, abandonată schema tradițională a cooperării economice între state, propunându-se o formulă nouă, numită „integrare”, în care statele transferă unele competențe proprii în domenii bine delimitate către o noua entitate supranațională, creată prin voința lor suverană.
Totodată, acest moment istoric al prezentării ideii unei comunități de interese pașnice oferă premisele unei cooperări între vechi inamici, trecând peste resentimentele războiului și poverile trecutului. Originalitatea ideii lui Monnet constă în unirea oamenilor si a națiunilor prin propunerea unui obiectiv comun în care să îsi (re)găseasca și să vada interesele și să uite diferențele sau divergențele. Se declanșează, astfel, un proces cu totul nou în relațiile internaționale – de exercitare în comun a suveranității, în anumite domenii. Europa devine astfel continentul care a construit prima regiune economică a lumii – un edificiu ridicat treptat, a cărui activitate a evoluat în timp.
În 9 mai 1950, ministrul francez al afacerilor externe, Robert Schuman, a dat o declarație în numele Guvernului francez. Această declarație, preparată de Monnet pentru Schuman, propunea unirea industriilor franceze și germane de cărbune și oțel. Schuman declara: 
„Prin controlul producției de bază și prin instituirea unei Înalte Autorități, ale cărei decizii vor uni Franța, Germania și alte state membre, aceasta propunere va conduce la crearea unei prime baze concrete a federației europene, indispensabilă pentru menținerea păcii.”
În urma acestei declarații, Germania de Vest, Italia, Belgia, Olanda și Luxemburg au răspuns favorabil, și astfel s-a format Comunitatea Europeană a Cărbunelui și Oțelului (C.E.C.O.). Anglia a fost invitată să participe, dar a refuzat pe motive de suveranitate națională.
În 1952, Monnet a devenit primul președinte al Înaltei Autorități.
În 1955, Jean Monnet a fondat Comitetul de Acțiune pentru Statele Unite ale Europei cu scopul de a relansa construcția europeană ca urmare a eșecului înregistrat de Comunitatea Europeană de Apărare. Acesta a unit partidele politice și uniunile de schimb europene pentru a deveni o forță conducătoare în spatele inițiativelor de fondare a Uniunii Europene, cum i-a rămas numele în cele din urmă. A evoluat de la Comunitatea Economică Europeană (1958) (cunoscută și ca „piață comună” ), denumire stabilită în Tratatul de la Roma în 1957; Comunitatea Europeană în 1967.

Bustul lui Jean Monnet ca element al Monumentului părinților fondatori ai Uniunii Europene din Parcul Herăstrău din București

„Monnet a fost o persoană cu o viziune pragmatică asupra nevoii Europei de a scăpa de limitarea istorică.” Dean Acheson 
Ca omagiu pentru contribuția sa la fondarea Uniunii Europene, bustul său a fost inclus printre cele 12 busturi de oameni politici reunite în Monumentul părinților fondatori ai Uniunii Europene, inaugurat la București, la 9 mai 2006, de Ziua Europei, pe Insula Trandafirilor din Parcul Herăstrău.

## Instituții care poartă numele lui Jean Monnet
Numeroase instituții din România și din străinătate poartă numele omului politic Jean Monnet. Dintre acestea, pot fi amintite (listă incompletă):
- Liceul Francez „Jean Monnet” din Bruxelles
- Liceul Teoretic „Jean Monnet” din București
- Colegiul Național „Jean Monnet” din Ploiești (Liceul Pedagogic) Arhivat în 1 mai 2018, la Wayback Machine.

## Legături externe
- Multimedia biography
- The Monnet Plan – CVCE (Centre Virtuel de la Connaissance sur l'Europe : European Integration Studies website)
- Photograph (1953-01-10): Jean Monnet and Walter Layton – CVCE (Centre Virtuel de la Connaissance sur l'Europe : European Integration Studies website)
- Documents relating to the company ‘Monnet, Murnane & Co. Shanghai’ (1935–1939) can be consulted at the Historical Archives of the European Union in Florence
- 7520   Jean Monnet la Find a Grave
- Jean Monnet's archives at the "Fondation Jean Monnet"